# Hrehory Sanguszko

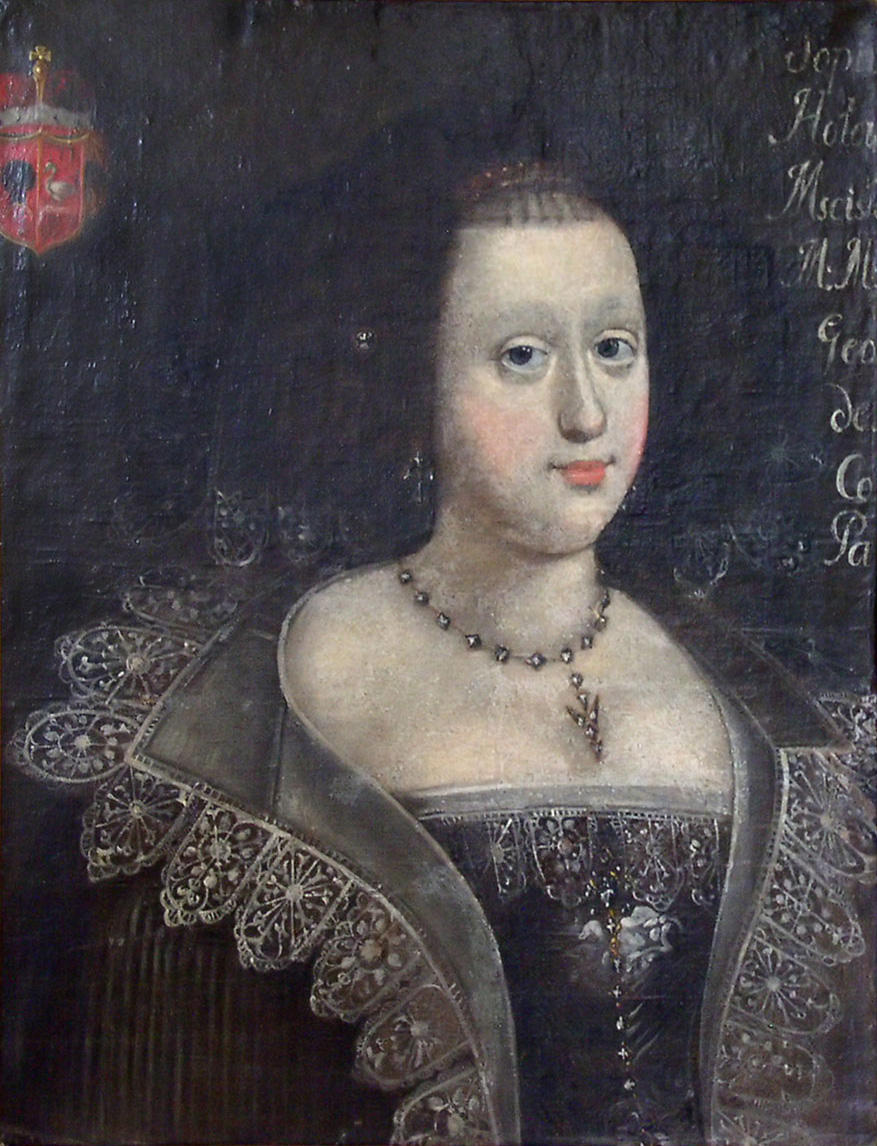
Zofia z książąt Hołowszczyńskich

Hrehory Sanguszko (ur. ok. 1566, zm. 1602) – książę, kasztelan lubaczowski w 1597 r., kasztelan bracławski w 1598 r. Był synem Lwa i Hanny de domo Ostyk (zm. 1584). Ożenił się z Zofią Hołowczyńską (zm. 1605), z którą miał syna Adama Aleksandra (zm. 1653) i córkę Annę Sanguszko (ur. 1594), żonę Jerzego Krasickiego, chorążego halickiego, starosty dolińskiego, ojca Mikołaja, biskupa pomocniczego łuckiego, i Marcina Konstantego, kasztelana przemyskiego.
Jako wyznawca prawosławia był wybrany prowizorem przez protestancko-prawosławną konfederację wileńską w 1599 roku.